# 工業港

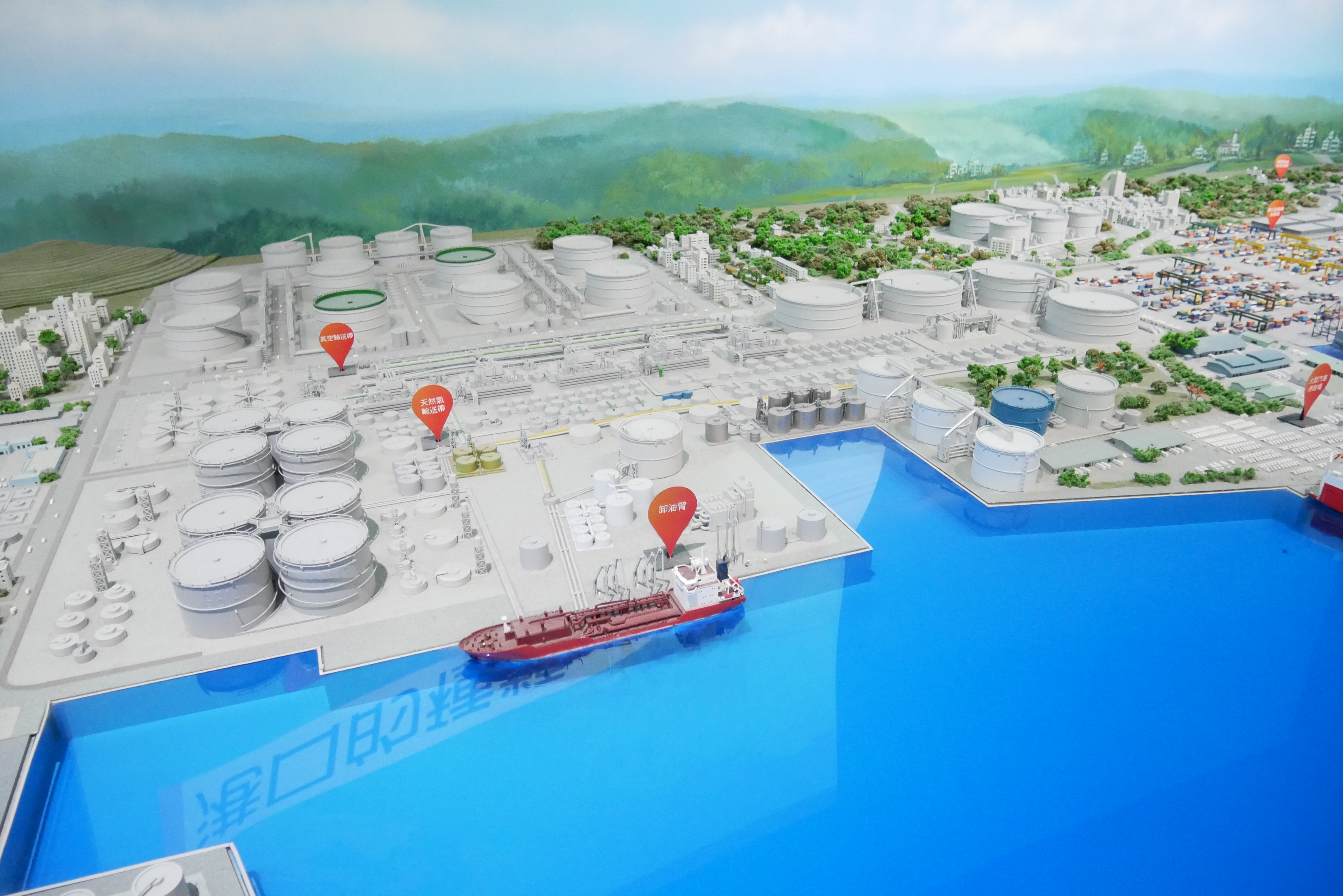
國立海洋科技博物館內工業港模型

工業港，一般泛指一些因被劃入工業區的港口，一般這些港口為工業專用來開發，为沿海或靠近内河的大型工矿企业直接输入原料、燃料或输出产品的专用港口。按所服务工矿企业的类型及要求，装备专用的起重运输设施。周邊通常有大量煉油廠、煉鋼廠等重工業的鋼鐵業和石化業的工廠。